# Nora Roberts - La palude della morte
Nora Roberts - La palude della morte, noto anche come Midnight Bayou di Nora Roberts o semplicemente Midnight Bayou, è un film per la TV del 2009 diretto da Ralph Hemecker, con Jerry O'Connell, Lauren Stamile e Faye Dunaway.
Il film è basato sul romanzo omonimo di Nora Roberts e fa parte della serie di film firmati da Nora Roberts nel 2009, che comprende anche: Northern Lights, High Noon e Tribute.
È andato in onda per la prima volta il 28 marzo 2009, sulla rete Lifetime.

## Trama
Il film ruota attorno alle vicende dell'avvocato Declan Fitzpatrick (O'Connell), laureatosi ad Harvard, che rinuncia impulsivamente alla sua vita stabile per acquistare Manet Hall, un maniero recentemente restaurato vicino a New Orleans, da cui è sempre stato attratto.
Le leggende locali affermano che la casa è infestata e, poco dopo che Declan si trasferisce, inizia a sentire voci e vedere cose. Declan è anche distratto da un'innegabile attrazione per la donna di origini cajun, Lena Simone (Stamile). Lena è cresciuta nel bayou con sua nonna Odette (Dunaway) e sente una profonda connessione con il maniero.
Mentre vive in casa, Declan inizia ad avere visioni di un secolo passato e dettagli di eventi che hanno avuto luogo nella dimora. Con l'aiuto di Odette, Declan e Lena si rendono conto che sono indissolubilmente legati a Manet Hall e scoprono un segreto scioccante che è rimasto nascosto lì per più di 100 anni.

## Produzione
Il film è stato prodotto da Stephanie Germain e Peter Guber, che hanno anche prodotto anche altri sette film di Nora Roberts per Lifetime nel 2007 e nel 2009.

## Luoghi delle riprese
Le scene del maniero sono state girate alla piantagione di vicoli di quercia di Vacherie, in Louisiana. Le principali scene di città sono state girate a New Orleans, sempre in Louisiana. Anche se il film descrive le due location come non molto distanti, nella vita reale Vacherie e New Orleans distano circa 89 km.